# Oxytaenia rufolineata
Oxytaenia rufolineata är en stekelart som beskrevs av Cameron 1904. Oxytaenia rufolineata ingår i släktet Oxytaenia och familjen brokparasitsteklar. Inga underarter finns listade i Catalogue of Life.